# Борело
Борѐло (на италиански: Borrello, на местен диалект Burièllë, Буриелъ) е село и община в Южна Италия, провинция Киети, регион Абруцо. Разположен е на 804 m надморска височина. Населението на общината е 381 души (към 2010 г.).